# Harald Polenz
Harald Polenz (* 5. März 1949 in Volkringhausen, Nordrhein-Westfalen) ist ein deutscher Journalist und Autor.

## Leben
Polenz begann 1964 mit einer Ausbildung zum Schriftsetzer in einem Jugendbuchverlag mit Akzidenzdruckerei, die er drei Jahre später erfolgreich abschloss. Danach arbeitete er zwei Jahre als Schriftsetzer und weitere zwei Jahre als Korrektor. Außerdem war er zwei Jahrzehnte als Journalist bei Tageszeitungen beschäftigt, zuletzt in der Funktion als Chefredakteur. In dieser Zeit schrieb er Biographien über Theatermacher und Zirkusartisten, sowie populärwissenschaftliche Bücher aus den Gebieten Archäologie und Paläontologie, Reiseführer über so unterschiedliche Städte und Landschaften wie das Emsland und Rom. Für das WDR-Fernsehen drehte er  Beiträge im Feuilleton. Sechs Jahre war er Kommunikationschef beim Initiativkreis Ruhrgebiet in Essen.
In seinem Redaktionsbüro „wortbüro“ betreute er 10 Jahre die Redaktionen mehrerer  Kundenmagazine.
Seit Anfang der 2000er Jahre hat er einen Lehrauftrag bei der Folkwang Universität der Künste und unterrichtet die Studenten im Handsatz.
Polenz veröffentlichte eine ganze Reihe heimatkundlicher Bücher. Nachdem er lange in seinem Heimatort Balve gelebt und gearbeitet hatte, veröffentlichte er 1980 Zur Geschichte des ehemaligen Amtes und der Stadt Balve. Zudem verbrachte Polenz einige Jahre seiner Jugend im nahegelegenen Kloster Oelinghausen. Er verfasste zusammen mit Wilfried Michel das Buch Kloster Oelinghausen und die historischen Orgeln 1174–1804.

## Publikationen (Auswahl)

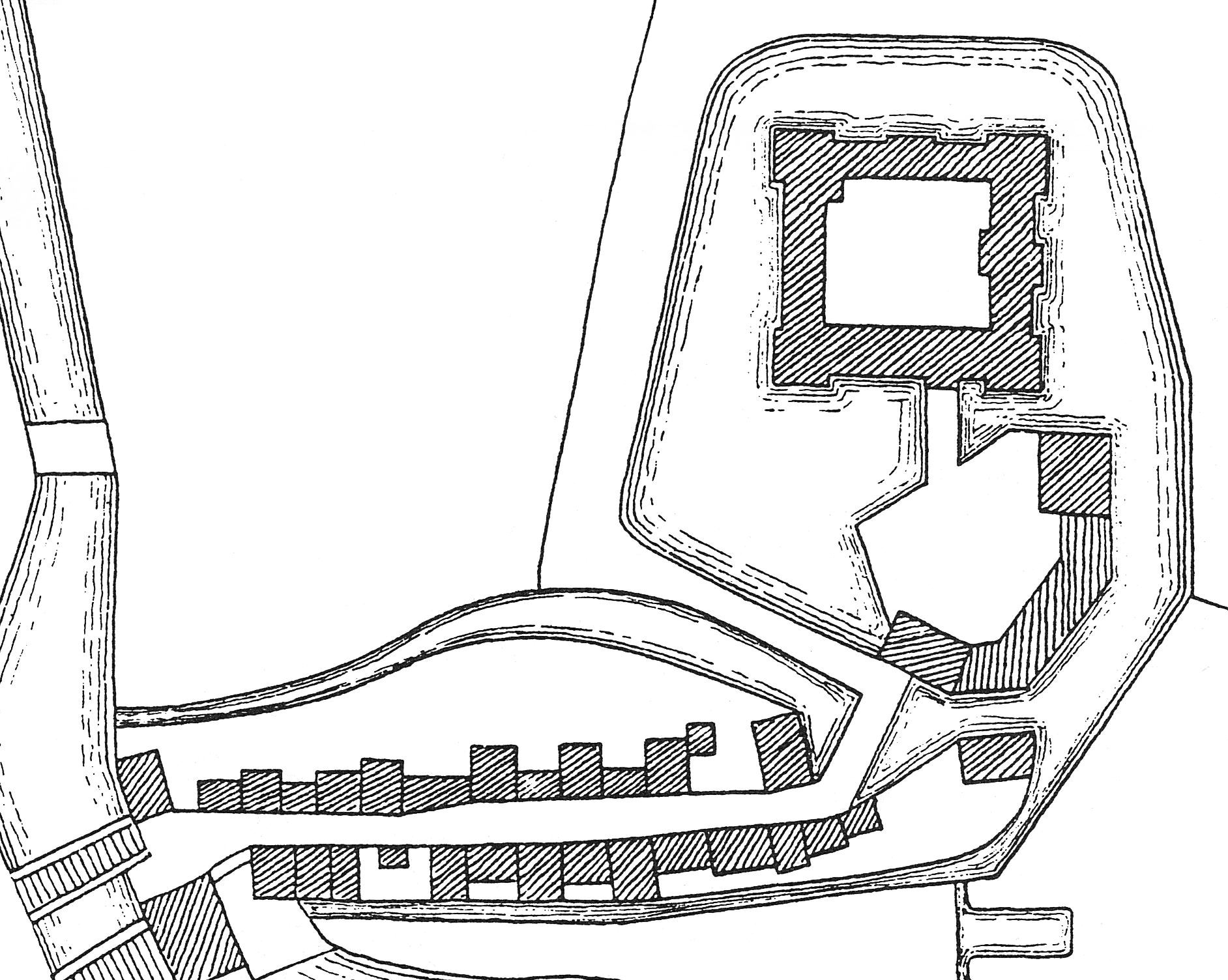
Abbildung in Schloss Horst. Ein Renaissance-Denkmal wird gerettet

- Zur Geschichte des ehemaligen Amtes und der Stadt Balve, Balve 1980
- Das ganze Jahr kreuz und quer durch den Märkischen Kreis. Tips für die ganze Familie, 1985, ISBN 978-3-924-456-38-2
- Kloster Oelinghausen und die historischen Orgeln, zusammen mit Willfried Michel, Iserlohn 1989, ISBN 978-3-922-885-44-3
- Die schönsten Märchen vom Bauernhof, 1990, ISBN 978-3-784-312-78-1
- Die Theaterversionen des Roberto Ciulli: „Bruchstücke“, zusammen mit Heinz N Jocks, Frank Raddatz und Helmut Schäfer, 1991, ISBN 978-3-928-843-00-3
- Schloss Horst – Ein Renaissance-Denkmal wird gerettet: Die Dokumentation, zusammen mit Elmar Alshut, 1992, ISBN 978-3-928-843-01-0
- Haste vier Beine, biste mein Freund, 1996, ISBN 978-3-929-834-01-7
- Die schönsten Märchen vom Bauernhof. Erzählungen, Geschichten und Märchen, März 1997, ISBN 978-3-784-313-42-9
- Niedersachsen – Kulinarische Streifzüge, zusammen mit Renate Kissel, 1999, ISBN 978-3-893-931-80-4
- Lust auf Steine, 1999, ISBN 978-3-89393-180-4
- Nicht nur Schwein gehabt: Erinnerungen an Jean Alberto Hoppe, den „Schweine-Hoppe“, 1. April 2000, ISBN 978-3-929-834-03-1
- Rom, sehen und genießen, 2000, ISBN 978-3-929-834-03-1
- Götter, Gräber, Grubengold: Archäologie im Ruhrgebiet, 2000, ISBN 978-3-884-749-01-2
- Das Zweistromland Westfalens – Kreis Unna an Lippe und Ruhr, 1. Januar 2002, ISBN 978-3-898-610-35-3
- Der Pott mixt, Brennereigeschichten und Cocktails aus dem Ruhrgebiet, 2002, ISBN 978-3-898-611-45-9
- Saurier – Ammoniten – Riesenfarne: Deutschland in der Kreidezeit, September 2004, ISBN 978-3-806-218-87-9
- Das Ruhrgebiet-Paket, 3 Bände, zusammen mit Günter Drozdzewski, 2004, ISBN 978-3-898-614-91-7
- Ausgegrabene Geschichte. Auf archäologischer Spurensuche im Hönnetal, 22. Juli 2005, ISBN 978-3-898-614-03-0
- Schönes NRW: Denkmale: Zeugen der Vergangenheit von der Urzeit bis zur Industriezeit, 20. September 2007, ISBN 978-3-898-618-12-0
- Eulenköpfe, Seelilien und Flugsaurier: Geo Reiseführer zum Kalkstein, Kalk-Abbau und zu den Fossilien des Hönnetals, 13. Oktober 2008, ISBN 978-3-837-500-89-9